# StrongSwan
strongSwan (vom englischen strong und swan, frei übersetzt „starker Schwan“) ist eine Umsetzung des IKE-Protokolls für den Aufbau von VPNs per IPsec. Damit lassen sich vertrauliche Daten geschützt über öffentliche Netzwerke wie das Internet übertragen.

## Geschichte und weitere Einzelheiten
Als einer der Nachfolger des FreeS/WAN-Projekts steht strongSwan unter der GNU General Public License. Das Projekt wird von Andreas Steffen, Professor für Sicherheit und Kommunikation an der Hochschule für Technik Rapperswil (Schweiz), betreut. Softwarearchitekt und Hauptentwickler des IKEv2 Keying Daemons ist Martin Willi. NAT Traversal für IKEv2 wurde von Tobias Brunner und Daniel Röthlisberger beigesteuert.
Der Fokus des strongSwan-Projektes liegt auf der starken Authentifizierung mittels X.509-Zertifikaten, sowie der optionalen sicheren Speicherung von privaten Schlüsseln auf Chipkarten unter Zuhilfenahme der standardisierten PKCS#11-Schnittstelle. strongSwan unterstützt Zertifikatsperrlisten und das Online Certificate Status Protocol (OCSP).
Ein einzigartiges Leistungsmerkmal ist der Gebrauch von X.509-Attributszertifikaten, die es erlauben, komplexe Zugriffskontrollmechanismen auf der Basis von Gruppenmitgliedschaften zu realisieren.
strongSwan ist jedoch einfach einzustellen und arbeitet reibungslos mit fast allen anderen IPsec-Umsetzungen (oder -Implementierungen) zusammen, insbesondere auch mit unterschiedlichen VPN-Produkten für die Betriebssystemplattformen Windows und macOS.
strongSwan unterstützt vollständig Version 2 des Internet Key Exchange Protocol (IKEv2), welches durch den RFC 4306 beschrieben wird und einen IPsec-Tunnel durch Austausch von nur vier Meldungen aufbaut. Das ältere IKEv1-Protokoll benötigt dafür neun Meldungen. Mit der Ausgabe 4.3 werden auch Multiple Authentication Exchanges (gemäß RFC 4739) unterstützt. Tobias Brunner, einer der Entwickler von strongSwan, hat die Erweiterung IKEv2 Mediation Extension geschrieben.

## Alternative IPSec-Umsetzungen
- Openswan
- Libreswan